# Ménil-Jean
Ménil-Jean est une ancienne commune française, située dans le département de l'Orne en région Normandie, devenue le 1er janvier 2016 une commune déléguée au sein de la commune nouvelle de Putanges-le-Lac.
Elle est peuplée de 114 habitants.

## Toponymie
L'ancien français mesnil, « domaine rural », est à l'origine de nombreux toponymes, notamment en Normandie. La graphie Ménil a été imposée pour les différents Mesnil de l'Orne par un préfet au début du XIXe siècle.

## Politique et administration
| Période                                  | Période       | Identité     | Étiquette | Qualité     |
| ---------------------------------------- | ------------- | ------------ | --------- | ----------- |
| juin 1995                                | décembre 2015 | André Brière | SE        | Agriculteur |
| Les données manquantes sont à compléter. |               |              |           |             |

## Démographie
En 2022, la commune comptait 114 habitants. Depuis 2004, les enquêtes de recensement dans les communes de moins de 10 000 habitants ont lieu tous les cinq ans (en 2005, 2010, 2015, etc. pour Ménil-Jean) et les chiffres de population municipale légale des autres années sont des estimations.
| 1793 | 1800 | 1806 | 1821 | 1836 | 1841 | 1846 | 1851 | 1856 |
| ---- | ---- | ---- | ---- | ---- | ---- | ---- | ---- | ---- |
| 300  | 282  | 313  | 325  | 285  | 336  | 316  | 301  | 312  |

| 1861 | 1866 | 1872 | 1876 | 1881 | 1886 | 1891 | 1896 | 1901 |
| ---- | ---- | ---- | ---- | ---- | ---- | ---- | ---- | ---- |
| 314  | 309  | 308  | 299  | 263  | 258  | 234  | 225  | 188  |

| 1906 | 1911 | 1921 | 1926 | 1931 | 1936 | 1946 | 1954 | 1962 |
| ---- | ---- | ---- | ---- | ---- | ---- | ---- | ---- | ---- |
| 164  | 154  | 170  | 162  | 158  | 149  | 134  | 123  | 140  |

| 1968 | 1975 | 1982 | 1990 | 1999 | 2005 | 2010 | 2015 | 2019 |
| ---- | ---- | ---- | ---- | ---- | ---- | ---- | ---- | ---- |
| 116  | 100  | 87   | 79   | 82   | 96   | 128  | 117  | 117  |

## Lieux et monuments
- Église Notre-Dame-de-la-Nativité (1856). Grande statue de saint Eutrope.
- Chapelle Notre-Dame-de-Pitié située près de l’Orne. Ancienne église de Ménil-Jean, de laquelle il ne reste que le chœur.

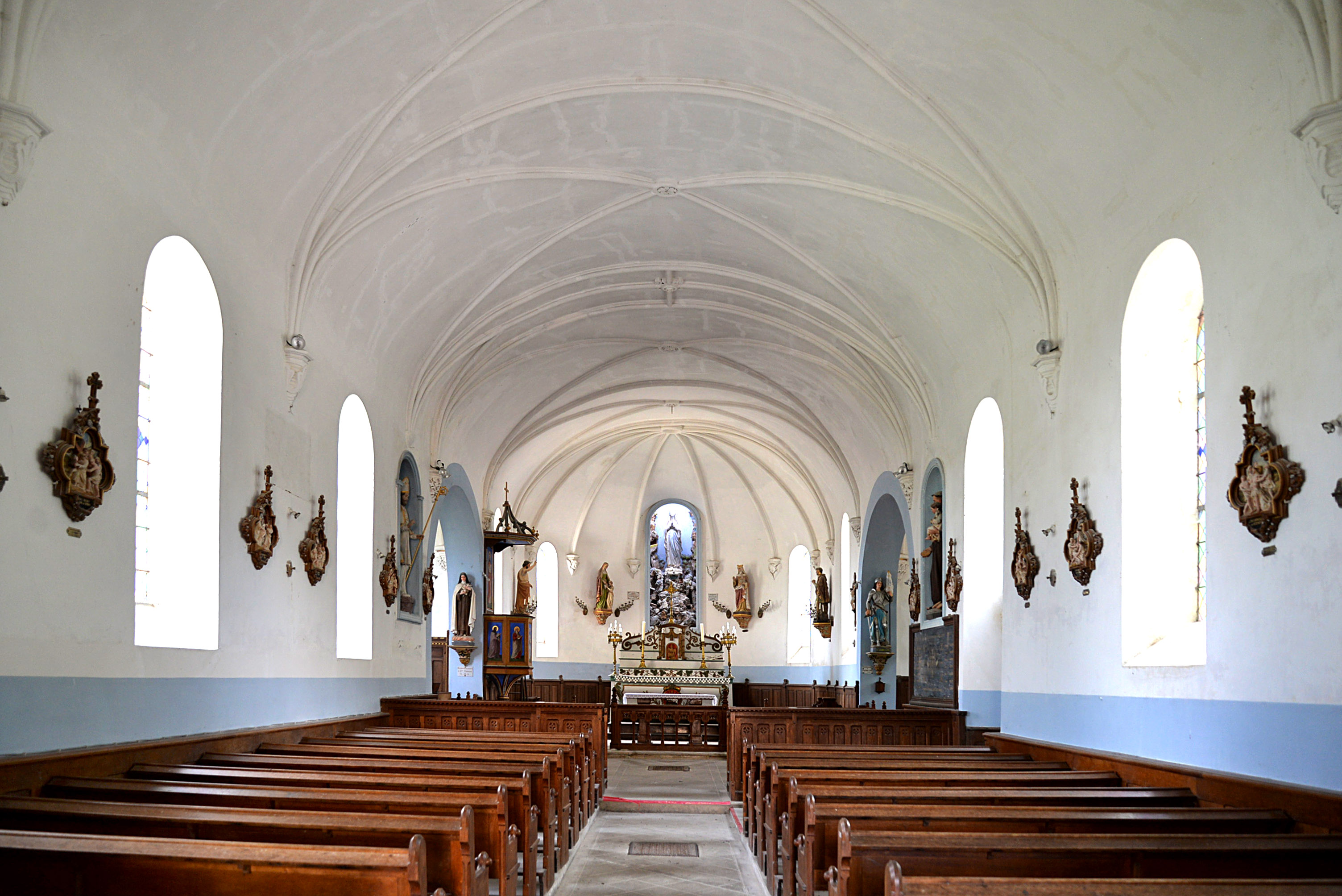
La nef de l’église Notre-Dame-de-la-Nativité.
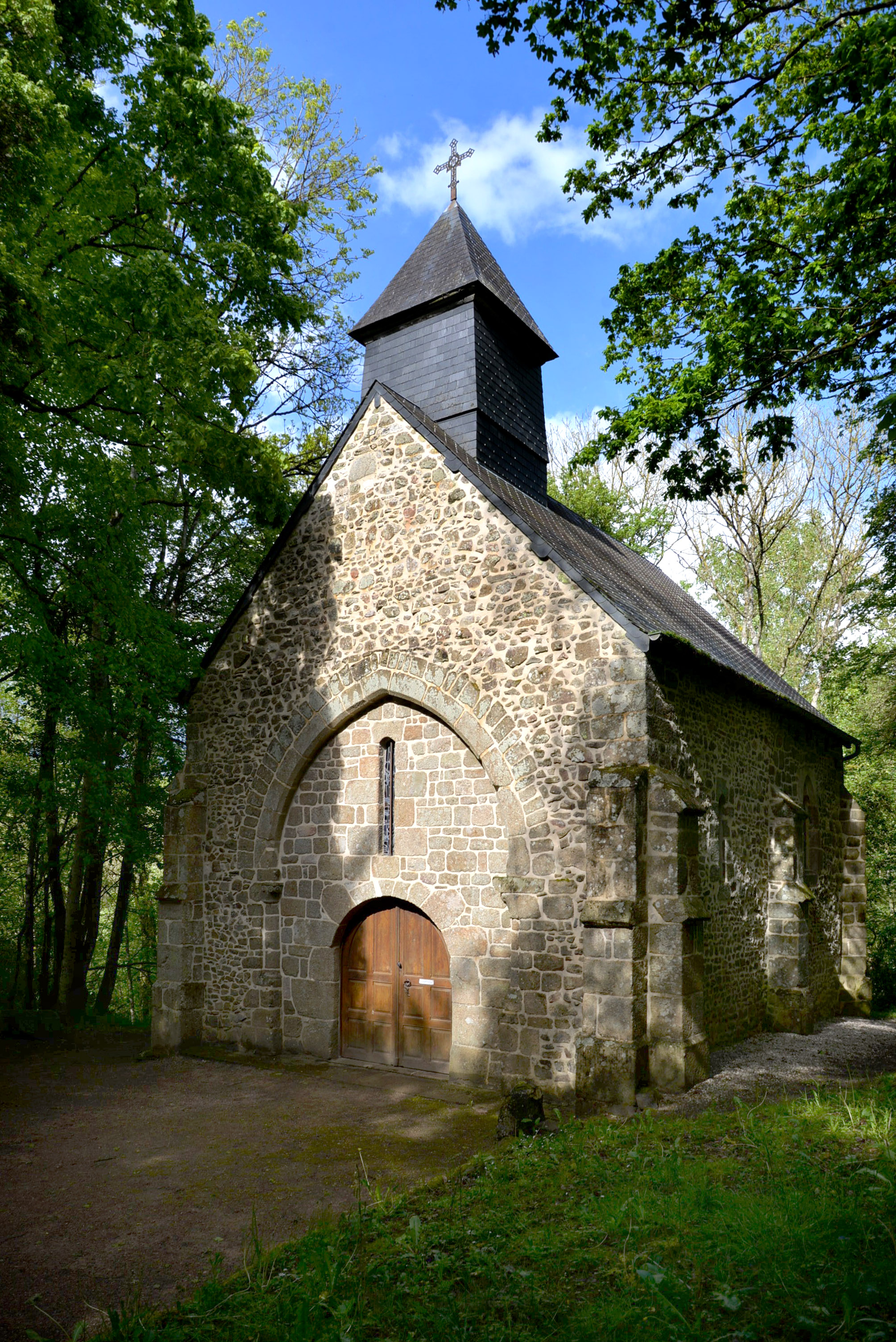
La chapelle Notre-Dame-de-Pitié.
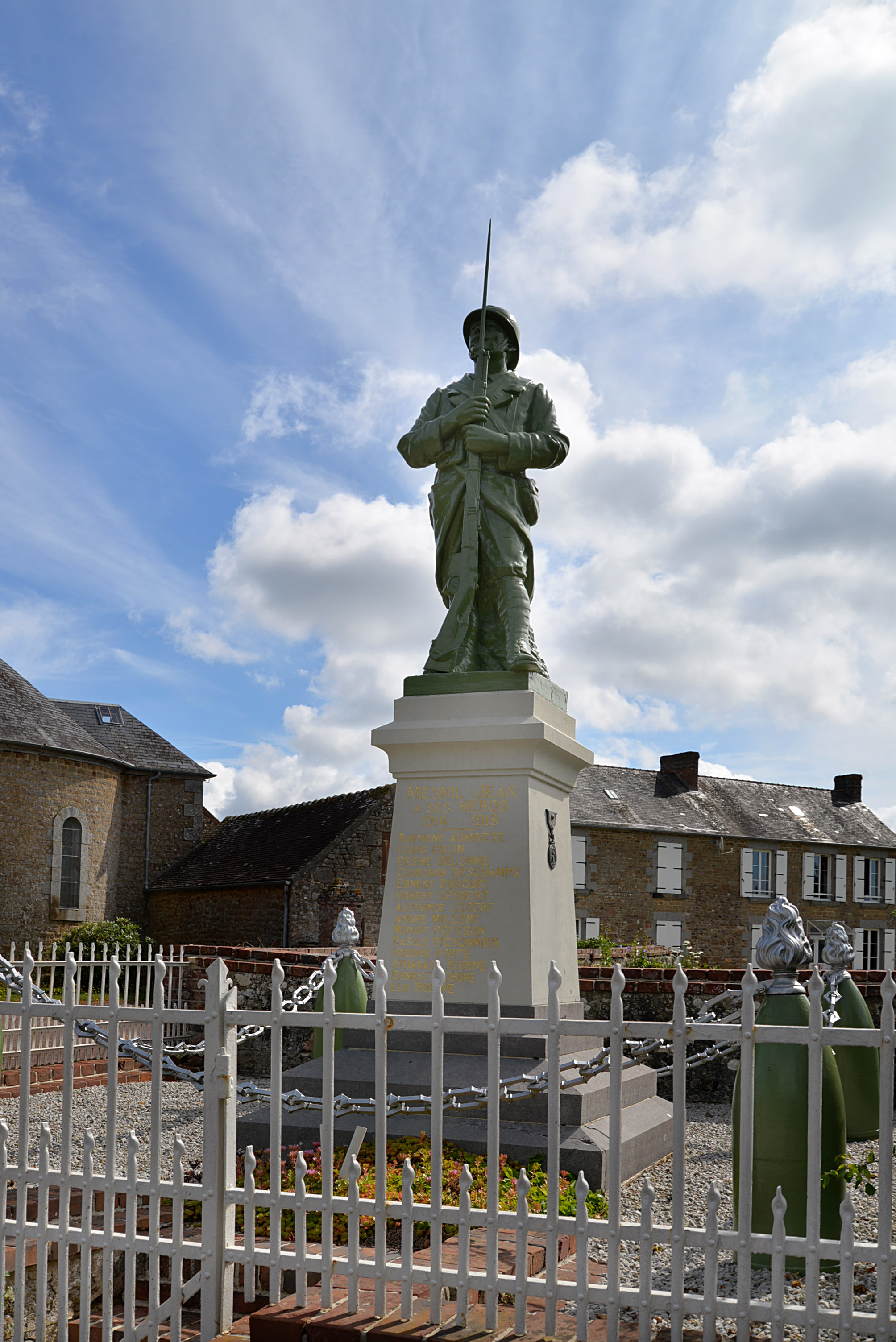
Le monument aux morts.